# Њу Орлеанс пеликанси
Њу Орлеанс пеликанси (енгл. New Orleans Pelicans) су амерички кошаркашки клуб из Њу Орлеанса, Луизијана. Играју у НБА лиги (Југозападна дивизија).
Хорнетси су основани у сезони 1989/1990. у Шарлоту, као Шарлот хорнетси, где су остали до сезоне 2001/2002. када су се преселили у Њу Орлеанс. Због штете коју је овом граду нанео ураган Катрина, Хорнетси су своје утакмице привремено играли у Оклахома Ситију од 2005. до 2007.